# Michael Boatman

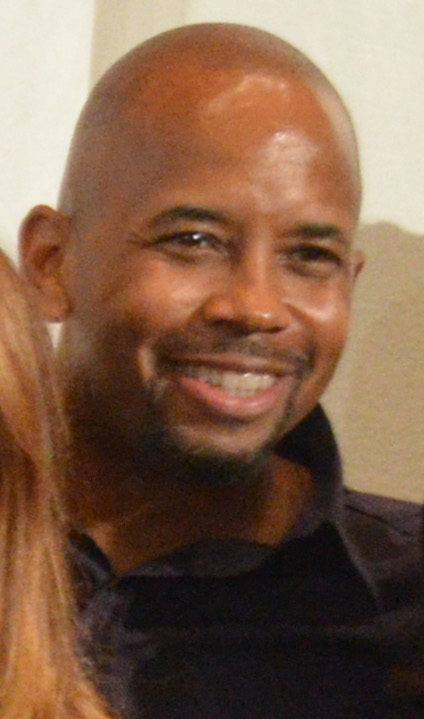
Michael Boatman (2013)

Michael Patrick Boatman (* 25. Oktober 1964 in Colorado Springs, Colorado) ist ein US-amerikanischer Schauspieler und Schriftsteller. In Deutschland wurde er bekannt durch seine Rolle als Gordon Heywood in der Sitcom Chaos City. Weitere Erfolge hatte er mit der Darstellung als Samuel Beckett in der Serie China Beach sowie als Stanley Babson in der Comedy-Serie Arli$$.

## Leben
Michael Boatman wurde 1964 in Colorado Springs, Colorado als Sohn von Gwendolyn Boatman Pugh, einer Behindertenbetreuerin, und Daniel Boatman, einem Offizier der US-Army, geboren. Er wuchs in Chicago auf und studierte schließlich an der Western Illinois University und erhielt dort 1997 seinen „Alumni Achievement Award“. Er studierte dort Schauspiel, wobei er verschiedene Rollen übernahm, unter anderem den Oberon in Shakespeares Sommernachtstraum sowie den Purlie in Purlie Victorious. Außerdem war er Mitglied in der Studenten Comedytruppe „Troup Shock Treatment“, die in den lokalen Bars und Nachtclubs auftraten. In seinem Abschlussjahr gewann Boatman den prestigeträchtigen „Irene Ryan Theater Award“ als bester Nebendarsteller während der Endausscheidung des Wettbewerbes im Kennedy Center.
1986 ging er nach Chicago, um Schauspiel bei Jane Brody, einem bekannten Schauspiellehrer und Castingdirektor, zu studieren. In diesem Jahr sprach er auch für die Rolle des „Motown“ in dem gelobten, aber kritischen Vietnamdrama Hamburger Hill vor und bekam die Rolle. Außerdem hatte er in diesem Jahr noch einen Auftritt in Die Flucht ins Ungewisse mit River Phoenix und in The Trial of Bernhard Goetz für die American-Playhouse-Serie.
1988 sprach er für den Pilotfilm der Fernsehserie „China Beach“ vor, einer Serie, die wiederum den Vietnamkrieg thematisierte. Er sollte die Rolle des Samuel Beckett, eines Leichenbestatters in der China-Beach-Leichenhalle, für die nächsten drei Staffeln übernehmen.
Außerdem war er als Co-Darsteller in der Jackie-Thomas-Show mit Tom Arnold sowie in der nur kurz ausgestrahlten Serie „Muscle“ zu sehen.
1996 bekam er die Rolle des Gordon in der von ABC ausgestrahlten Sitcom Chaos City. Gordon ist ein etwas jähzorniger, im Stab des Bürgermeisters von New York arbeitender, offen homosexueller Minderheitsbeauftragter. Für die Rolle wurde Boatman fünfmal für den „NAACP Image Awards“ als bester Nebendarsteller in einer Comedyserie nominiert. Außerdem gewann er den GLAAD (Gay and Lesbian Association Against Defamation) Preis als bester Schauspieler. 1996 spielte er die Rolle des „Stanley Babson“, eines krankhaft ordnungsbedürftigen Finanzvorstandes in der HBO-Serie Arli$$. Für die Rolle wurde er für vier Image Awards als bester Nebendarsteller nominiert. Boatman spielte zudem die Hauptrolle in dem gefeierten kritischen Charles-Burnett-Drama The Glass Shield, zudem hatte er Rollen in den Kinofilmen Projekt: Peacemaker, mit George Clooney und Nicole Kidman, und Woman thou Art Loosed, außerdem spielte er in mehreren Fernsehfilmen mit.
Seit 2007 spielte er in den Kinofilmen The Killing of Wendy, American Summer und My Father’s will Nebenrollen. In vielen bekannten Serien hatte er beachtete Gastauftritte, darunter in fünf Episoden von Law & Order sowie in Less Than Perfect, Yes, Dear, Scrubs – Die Anfänger, CSI: Miami und Grey’s Anatomy. Von 2009 bis 2014 spielte er in 17 Folgen der Serie Good Wife.
Boatman ist außerdem Drehbuchautor und Schriftsteller. Er schreibt häufig Geschichten, die im Splatterpunk-Horror-Genre spielen. Seine Geschichten wurden in dem von mehreren Autoren verfassten Sammelband „Until Someone Loses an Eye, Sages and Swords and Badass Horror“ veröffentlicht. Seine Geschichten erschienen ebenso in einschlägigen Magazinen wie „Weird Tales“, „Horror Garage“ und „Red Scream“.
Seine erste eigene Sammlung von Kurzgeschichten, „God Laughs When You Die“, wurde am 23. Oktober 2007 im Dyybuk Press Verlag veröffentlicht. Seine humorige Horrorgeschichte „The Revenant Road“ erschien 2009 bei Drollerie Press.
2009 spielte er in der amerikanischen Science-Fiction-Serie Warehouse 13 eine Gastrolle.
Von 2012 bis 2014 war er Nebendarsteller bei Charlie Sheens Anger Management und spielte die Rolle des Nachbarn und besten Freundes Michael. Seit 2013 ist er in einer Hauptrolle als Charlie in der Sitcom Instant Mom zu sehen.

## Filmografie (Auswahl)
- 1988–1991: China Beach (Fernsehserie, 46 Folgen)
- 1995: Muscle (Fernsehserie, 13 Folgen)
- 1996–2002: Arli$$ (Fernsehserie, 46 Folgen)
- 1996–2002: Chaos City (Spin City, Fernsehserie, 145 Folgen)
- 2003–2007: Law & Order (Fernsehserie, zwei Folgen)
- 2003–2011: Law & Order: New York (Law & Order: Special Victims Unit, Fernsehserie, sieben Folgen)
- 2004: CSI: Miami (Fernsehserie, Folge Sabotage)
- 2005: Scrubs – Die Anfänger (Scrubs, Fernsehserie, Folge Meine Mitbewohner)
- 2007: Grey’s Anatomy (Fernsehserie, Folge Alles nach Plan)
- 2009: Criminal Minds (Fernsehserie, Folge Gute Nachbarn)
- 2009: Sherri (Fernsehserie, acht Folgen)
- 2009: Warehouse 13 (Fernsehserie, Folge Der Kamm der Borgia)
- 2009–2015: Good Wife (The Good Wife, Fernsehserie, 18 Folgen)
- 2010: White Collar (Fernsehserie, Folge Der Club der jungen Diebe)
- 2011: Gossip Girl (Fernsehserie, acht Folgen)
- 2012–2014: Anger Management (Fernsehserie, 34 Folgen)
- 2013–2015: Instant Mom (Fernsehserie, 65 Folgen)
- 2017–2022: The Good Fight (Fernsehserie)
- 2017: Anything
- 2018: Manhattan Queen (Second Act)
- 2022: Law & Order (Fernsehserie, 1 Folge)